# Svarttjärnen (Degerfors socken, Västerbotten, 713272-167535)
Svarttjärnen är en sjö i Vindelns kommun i Västerbotten och ingår i Umeälvens huvudavrinningsområde.